# Dasyhelea tugelae
Dasyhelea tugelae är en tvåvingeart som beskrevs av Meillon 1936. Dasyhelea tugelae ingår i släktet Dasyhelea och familjen svidknott. Inga underarter finns listade i Catalogue of Life.